# Segeltjärnen (Floda socken, Dalarna)
Segeltjärnen är en sjö i Gagnefs kommun i Dalarna och ingår i Norrströms huvudavrinningsområde. Sjöns area är 0,049 kvadratkilometer och den befinner sig 245,9 meter över havet.